# Sveriges U20-damlandslag i handboll
Sveriges U20-damlandslag i handboll representerar Sveriges damer i handboll vid U19-EM och U20-VM. 

## Historia
Bästa resultat är VM-guld 2012 i Tjeckien genom finalvinst över Frankrike. Samma årskull, födda 1992–1993, vann även två år tidigare U18-VM i Dominikanska republiken.
Spelartruppen 2012 bestod av Emma Friberg (mv), Hanna Daglund (mv), Linn Blohm, Maria Lindh, Vanessa Tellenmark, Alexandra Domeij, Clara Monti Danielsson, Carin Strömberg, Maria Adler, Lina Larsson, Linn Larsson, Linnea Claeson, Lina Barksten, Ida Skoglund, Loui Sand och Anna Lagerquist. Förbundskapten var Camilla Eriksson.

## Meriter
| - U20-VM 1977 i Rumänien: Ej kvalificerade - U20-VM 1979 i Jugoslavien: Ej kvalificerade - U20-VM 1981 i Kanada: Ej kvalificerade - U20-VM 1983 i Frankrike: 6:a - U20-VM 1985 i Sydkorea: Ej kvalificerade - U20-VM 1987 i Danmark: 11:a - U20-VM 1989 i Nigeria: 5:a - U20-VM 1991 i Frankrike: 4:a - U20-VM 1993 i Bulgarien: 9:a - U20-VM 1995 i Brasilien: Ej kvalificerade - U20-VM 1997 i Elfenbenskusten: Ej kvalificerade - U20-VM 1999 i Kina: Ej kvalificerade - U20-VM 2001 i Ungern: 8:a - U20-VM 2003 i Makedonien: 6:a - U20-VM 2005 i Tjeckien: 18:e - U20-VM 2008 i Makedonien: Ej kvalificerade - U20-VM 2010 i Sydkorea: 8:a - U20-VM 2012 i Tjeckien: Guld - U20-VM 2014 i Kroatien: 13:e - U20-VM 2016 i Ryssland: 6:a - U20-VM 2018 i Ungern: 12:a - U20-VM 2020 i Rumänien: Inställt på grund av Covid-19-pandemin - U20-VM 2022 i Slovenien: 4:a - U20-VM 2024 i Nordmakedonien: Kvalificerade | - U19-EM 1996 i Polen: Ej kvalificerade - U19-EM 1998 i Slovakien: Ej kvalificerade - U19-EM 2000 i Frankrike: 4:a - U19-EM 2002 i Finland: 6:a - U19-EM 2004 i Tjeckien: 13:e - U19-EM 2007 i Turkiet: 4:a - U19-EM 2009 i Ungern: 7:a - U19-EM 2011 i Nederländerna: 5:a - U19-EM 2013 i Danmark: 8:a - U19-EM 2015 i Spanien: Brons - U19-EM 2017 i Slovenien: 9:a - U19-EM 2019 i Ungern: 13:e - U19-EM 2021 i Slovenien: 4:a - U19-EM 2023 i Rumänien: 5:a |